# Moravecia
Moravecia is een geslacht van schimmels uit de familie Pyronemataceae. De typesoort is Moravecia calospora.

## Soorten
Volgens Index Fungorum telt het geslacht twee soorten (peildatum september 2023):
| Soortnaam           | Auteur(s)                        | Publicatiejaar |
| ------------------- | -------------------------------- | -------------- |
| Moravecia calospora | (Quél.) Benkert, Caillet & Moyne | 1987           |
| Moravecia hvaleri   | Benkert & Kristiansen            | 1999           |